# Čestmír Patzel
Čestmír Patzel německy: Ehrenfried Patzel (2. prosince 1914, Chabařovice, Rakousko-Uhersko – 8. března 2004, Büdingen, Německo) byl český fotbalový brankář německé národnosti, reprezentační brankář československé fotbalové reprezentace a mj. hráč týmu Teplitzer FK na severu Čech.
Matka Františka rozená Krauskopfová byla Češka, otec Ferdinand byl německé národnosti. Ehrenfried mluvil oběma jazyky, ale po otci se hlásil k německé národnosti.

## Klubová kariéra
Začínal v regionálním DFK Karbitz (DFK Chabařovice) v útoku, ale později se dostal do brány. V jeho 17 letech si ho vytipovali v dnes již neexistujícím prvoligovém týmu Teplitzer FK a v 18 letech už stál v bráně jejich A-týmu. Na soupiskách je uváděn v letech 1934–1936.
Po Mnichovské dohodě v roce 1938 se sudetské kluby zařadily do říšských fotbalových soutěží. Teplitzer FK startoval v Meisterschaft Gau Sudeten (župa Sudety). Patzel odešel v roce 1939 do 1. SV Jena 03 a od června 1942 do roku 1948 hrál v Německu za Kickers Offenbach, kde ukončil hráčskou kariéru.

## Ligová bilance
| Ročník                    | Zápasy | Góly | Klub         |
| ------------------------- | ------ | ---- | ------------ |
| 1. asociační liga 1932/33 | -      | 0    | Teplitzer FK |
| 1. asociační liga 1933/34 | -      | 0    | Teplitzer FK |
| Státní liga 1934/35       | -      | 0    | Teplitzer FK |
| Státní liga 1935/36       | -      | 0    | Teplitzer FK |
| CELKEM                    | -      | 0    |              |

## Reprezentační kariéra
V reprezentačním fotbalovém týmu Československa odehrál v letech 1934–1935 celkem 4 zápasy. Dlouhé roky byl náhradníkem Františka Pláničky. Byl 11. československým reprezentačním brankářem v historii a členem týmu, který získal stříbro z MS 1934 v Itálii. I zde byl na soupisce náhradníkem, nezasáhl do žádného zápasu.